# Ла-Уерсе
Ла-Уерсе (ісп. La Huerce) — муніципалітет в Іспанії, у складі автономної спільноти Кастилія-Ла-Манча, у провінції Гвадалахара. Населення — 60 осіб (2010).
Муніципалітет розташований на відстані близько 95 км на північний схід від Мадрида, 60 км на північ від Гвадалахари.
На території муніципалітету розташовані такі населені пункти: (дані про населення за 2010 рік)
- Ла-Уерсе: 33 особи
- Вальдепінільйос: 27 осіб

## Демографія
Динаміка населення (INE ):